# Gary Provost
Gary Provost (14 de noviembre de 1944 - 10 de mayo de 1995)  fue un escritor e instructor de escritura estadounidense, autor de obras como Make every word count: a guide to writing that works—for fiction and nonfiction (1980) y 100 Ways to Improve Your Writing: Proven Professional Techniques for Writing with Style and Power (1985). Estuvo casado con Gail Provost y juntos escribieron tres libros.
Provost nació en Boston y creció en Jamaica Plain, Massachusetts. Era el menor de nueve hermanos, y sus otros hermanos estaban "dispersos" por el estado en varios hogares de acogida o reformatorios"  Al dejar la escuela en 1962, Provost hizo autostop por todo Estados Unidos. 
Además de escribir libros, Provost también escribió columnas y perfiles de celebridades. Además, fue profesor y entrenador de escritura, iniciando un seminario semanal con su esposa Gail. También habló en numerosos congresos sobre escritura en todo el país. Un libro infantil que Provost escribió con su esposa, Gail, titulado David y Max, ganó el Premio de Honor Skipping Stones 2007.

Una de sus citas más conocidas se basa en un consejo de escritura que dio: "varía la longitud de las oraciones". La cita, a la que a menudo se hace referencia como "Escribe música", es:
Esta oración tiene cinco palabras. Aquí hay cinco palabras más. Las oraciones de cinco palabras están bien. Pero varias juntas se vuelven monótonas. Escucha lo que está pasando. La escritura se está volviendo aburrida. El sonido de este zumbido es como un disco rayado. El oído exige cierta variedad.

 Ahora escucha. Varío la longitud de las frases y creo música. Música. La escritura canta. Tiene un ritmo agradable, una cadencia, una armonía. Utilizo frases cortas. Y uso frases de longitud media. Y a veces, cuando estoy seguro de que el lector ha descansado, lo atraigo con una frase de considerable longitud, una frase que arde con energía y crece con todo el ímpetu de un crescendo, el redoble de los tambores, el estruendo de los platillos, sonidos que dicen: escucha esto, es importante.

 Así que escribe con una combinación de oraciones cortas, medianas y largas. Crea un sonido que agrade el oído del lector. No te limites a escribir palabras. Escribe música.
Provost murió el 10 de mayo de 1995. Su muerte fue repentina e interrumpió sus proyectos en curso, incluido un libro sobre Humphrey Bogart. Algunos de sus trabajos inacabados se han publicado póstumamente, entre ellos "Baffled In Boston", publicado en 2001, y "The Dorchester Gas Tank", publicado en 2016.

## Obra publicada

### Instrucciones de escritura
- Make every word count - A guide to writing that works - for fiction and nonfiction. Cincinnati: Writer's Digest Books. 1980. ISBN 9780898790405.
- The Freelance Writer's Handbook. Nueva York: New American Library. 1982. ISBN 9780451621245.
- 100 ways to improve your writing. Nueva York: New American Library. 1985. ISBN 9780451624253.
- Beyond style - Mastering the finer points of writing. Cincinnati: Writer's Digest Books. 1988. ISBN 9780898793147.
- Just say no Texto de 1989 incluido como capítulo en el libro The Writer's Digest Handbook of Novel Writing, pag.140-145
- How to write & sell true crime - How to spot local stories and turn them into gripping national bestsellers. Cincinnati: Writer's Digest Books. 1991. ISBN 9780898794465.
- Make your words work. Cincinnati: Writer's Digest Books. 1994. ISBN 9780898796360.
- How to tell a story - The secrets of writing captivating tales. Cincinnati: Writer's Digest Books. 1998. ISBN 9780898798098. En coautoría con Peter Rubie

### Crímenes reales
- Fatal Dosage: The True Story of a Nurse on Trial for Murder. Nueva York: Pocket Books. 1985. ISBN 9780553249538.
- Across the Border: The True Story of the Satanic Cult Killings in Matamoros, Mexico. Nueva York: Pocket Books. 1989. ISBN 9780671693190.
- Without Mercy: Obsession and Murder Under the Influence. Nueva York: Pocket Books. 1990. ISBN 9780671669966.
- Perfect Husband: The True Story of the Trusting Bride Who Discovered Her Husband Was a Coldblooded Killer. Nueva York: Pocket Books. 1991. ISBN 9780671724948.
- Into Their Own Hands - Shocking True Stories of Citizens Who Took the Law Into Their Own Hands. Nueva York: Bantam. 1994. ISBN 9780553561173.

### Biografías
- Finder - The True Story of a Private Investigator. Nueva York: Crown Publishers. 1988. ISBN 9780517564905. En coautoría con Marilyn Greene
- High stakes - Inside the new Las Vegas. Nueva York: Truman Talley Books/Dutton. 1994. ISBN 9780525936503.
- Bogart: In Search of My Father. Nueva York: Plume. 1995. ISBN 9780452277045. En coautoría con Stephen Humphrey Bogart

### Misterio
- Baffled in Boston. Nueva York: Berkley Prime Crime - Berkley Pub. Group. 1996. ISBN 9780425151839.

### Sátira
- The Dorchester Gas Tank. The Dorchester Gas Tank. 2016. ISBN 9781370302505. Libro electrónico editado póstumamente sobre la base de un texto autopublicado en 1979.[5]

### Romance
- Share Dream. Silhouette. 1983. ISBN 9780373572670.

### Novelas infantiles
- The pork chop war. Scarsdale: Bradbury Press. 1982. ISBN 9780878882052.
- Good If It Goes. 1984. En coautoría con Gail Levine-Friedus. Ganador del Premio Nacional del Libro Judío de Literatura Infantil de 1985.[6]
- Popcorn. Nueva York: Berkley Books. 1986. ISBN 9780425088845. En coautoría con Gail Levine-Provost.
- David and Max. The Jewish Publication Society. 1988. ISBN 9780827603929. En coautoría con Gail Levine-Provost